# Idióma
A magyar nyelvészeti szakirodalomban az idióma (< latin idioma < ógörög ἰδίωμα (idióma)) terminusnak két főjelentése van. Eredetileg közös elnevezéseként használják a nyelvre és a különféle nyelvváltozatokra, mint amilyenek a dialektusok. Például Almásy György használja 1903-ban, amikor „török idiomák”-ról ír. Ez a használat megtalálható 21. századbeli szerzőknél is. Egyes nyelvészetekben, mint a francia nyelvű, az idiome szakszót csak ebben az értelemben használják.
Az angol nyelvű szakirodalomban az idiom teminust csak „idiomatikus kifejezés” jelentéssel használják. Ez olyan állandósult szókapcsolat, amely főjellegzetessége az, hogy jelentése más, mint a szókapcsolat szó szerinti jelentése. Ennek hatására a magyar nyelvű szakirodalomban is az idióma terminust inkább az idiomatikus kifejezésre használják, elsősorban az angol nyelvre vonatkozóan de általában is.

## Az „idióma” mint „nyelv/nyelvváltozat” használata
A nyelvészek az „idióma” terminust általában akkor használják, amikor nehéz vagy lehetetlen választani a „nyelv”, „dialektus” és „nyelvjárás” terminusok között. Pons 2015 megjegyzi, hogy „megkülönböztetendő nyelvföldrajzi osztályozás szerint nyelv, dialektus és nyelvjárás, valamint szociolingvisztikai osztályozás szerint szociolektus és idiolektus. Az idióma terminus kényelmesen magába foglalja az összes előbbit”. A magyar szakirodalomban megtalálható ez a terminus például Tillinger Gábornál, amikor az úgynevezett oïl nyelvekről ír, amelyek egyes nyelvészek szerint nem nyelvek, hanem dialektusok. Ezzel kapcsolatban Tillinger megjegyzi egy, a franciaországi területi nyelvváltozatok és a francia dialektológiai terminológia összetettségéről szóló tanulmányában, hogy „»idióma« megnevezhet akármilyen [nyelvi] rendszert, úgy nyelvet, mint annak változatait”. Egy másik magyar nyelvész, Pusztay János, a magyar nyelv korai történetével foglalkozva, „ún. (paleo-)szibériai idiómák”-ról ír.
Az „idióma” terminus különösen hasznos a soknyelvű társadalmak esetében, amilyenek például Afrika országainak többségében vannak, és ahol együtt léteznek olyan nyelvek számos változatai, amelyeket még nem is tanulmányoztak eléggé.
Mivel a „nyelv vagy dialektus?” kérdés sokszor nyelvészeten kívüli vitákat okoz, egy olyan szerző mint Pierre Blanchet francia nyelvész megemlíti, miért használja az „idióma” szót: „hogy elkerülje[m] a hagyományos terminológia ideológiai konnotációit”.
Az „idióma” szót hiperonimaként is használják a nyelvfélék és nyelvváltozatok meghatározásában. Példa erre Jean-Marc Lemelin kanadai francia nyelvészprofesszor általános nyelvészeti kurzusa, amelyben az egyik definíciója a következő: „Egy szociolektus olyan idióma, amelyet egy viszonylag nagy kulturális közösség beszél”.
Nemcsak a nyelvészetben, hanem más szakterületeken is megtalálható az „idióma” terminus. Például Tarján M. Tamás történész, a Rosette-i kőről és az egyiptomi nyelvről írva, az „idióma” szót is használja a „nyelv” szinonimájaként: „a rosette-i kő középső része szintén egyiptomi nyelven íródott, és megkezdődhetett e rég elveszett idióma megfejtésének évszázados munkája”.